# بارني سلوتر
بارني سلوتر (بالإنجليزية: Barney Slaughter)‏ هو لاعب كرة قاعدة أمريكي، ولد في 6 أكتوبر 1884 في سميرنا في الولايات المتحدة، وتوفي في 17 مايو 1961 في فيلادلفيا في الولايات المتحدة.